# Barrage de l'Ondenon
Le barrage de l'Ondenon est un ouvrage français situé sur la commune de La Ricamarie, au sud-ouest de la ville de Saint-Étienne (Loire).
D'une capacité de 400 000 m3, la retenue est opérationnelle en 1904 après 3 ans de travaux,. Son eau présente une grande limpidité, fruit d'efforts menés par la collectivité en vue de préserver cet espace fragile. Actions ayant permis son classement en ZNIEFF de type I, puis Natura 2000.

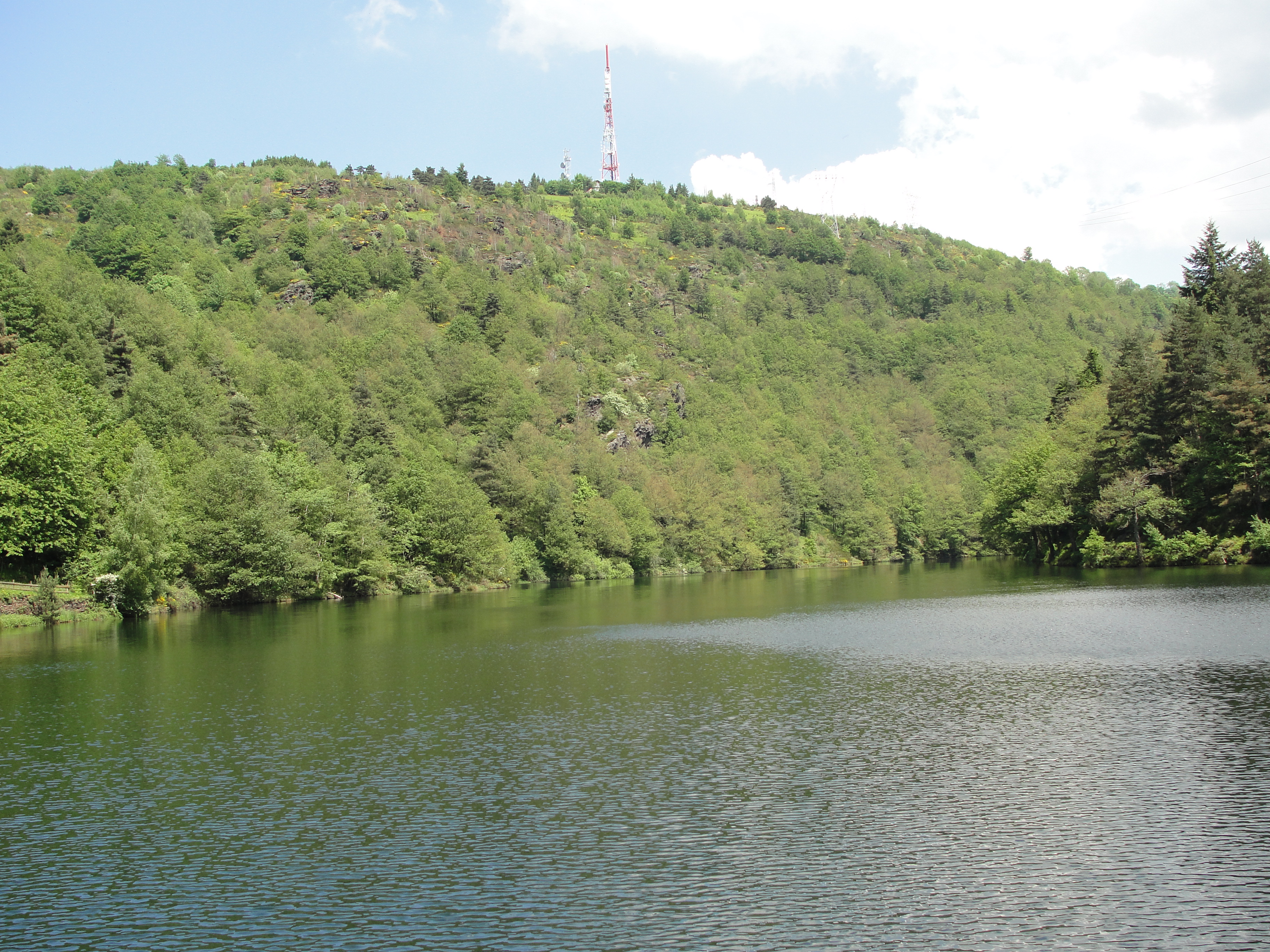

La ville de La Ricamarie utilise cette ressource proche et abondante jusqu'au début des années 2000, où les normes sanitaires européennes en la matière se durcissent, alors que l'agglomération stéphanoise recourt de plus en plus à la Haute-Loire pour assurer son alimentation.
L'accès depuis le centre-ville, distant de 3 km, se fait en passant sous la RN88. La route est en cul-de-sac, mais un chemin permet de rejoindre le mur. De là plusieurs sentiers divergent, vers Guizay à l'est, le barrage de Cotatay au sud.